# Dominik Toại
Św. Dominik Toại (wiet. Ðaminh Toại) (ur. 1811 lub 1812 r. w Đông Thành, prowincja Thái Bình w Wietnamie – zm. 5 czerwca 1862 r. w Nam Định w Wietnamie) – męczennik, święty Kościoła katolickiego.
Dominik Toại był rybakiem i ojcem rodziny. W czasie prześladowań chrześcijan w Wietnamie został aresztowany. 5 czerwca 1862 r. został stracony razem z Dominikiem Huyện w Nam Định.
Dzień wspomnienia: 24 listopada w grupie 117 męczenników wietnamskich.
Beatyfikowany 29 kwietnia 1951 r. przez Piusa XII. Kanonizowany przez Jana Pawła II 19 czerwca 1988 r. w grupie 117 męczenników wietnamskich.